# Big Picture Tour
Big Picture Tour – trasa koncertowa Eltona Johna, która odbyła się na przełomie 1997 i 1998 r. Promowała album artysty Big Picture. W 1997 odbyły się 23 koncerty w USA i 7 w Wielkiej Brytanii. W 1998 odbyło się 37 koncertów w USA i 20 w Europie.

## Program koncertów

### Koncerty w 1997

#### Ameryka Północna
1. „Simple Life”
2. „The One”
3. „Grey Seal”
4. „Goodbye Yellow Brick Road”
5. „Honky Cat”
6. „Can You Feel The Love Tonight”
7. „Tiny Dancer”
8. „I Guess That's Why They Call It Blues”
9. „If the River Can Bend”
10. „I Don’t Wanna Go On with You Like That”
11. „Don't Let The Sun Go Down on Me”
12. „The Last Song”
13. „Daniel”
14. „Love’s Got a Lot to Answer For”
15. „Take Me to the Pilot”
16. „Something About the Way You Look Tonight”
17. „Made in England”
18. „Believe”
19. „Someone Saved My Life Tonight”
20. „Philadelphia Freedom”
21. „Levon”
22. „Bennie and the Jets”
23. „Saturday's Night Alright for Fighting”
24. „Sand and Water”
25. „The Bitch Is Back”
26. „Your Song"

#### Wielka Brytania
1. „Simple Life”
2. „The One”
3. „Grey Seal”
4. „Goodbye Yellow Brick Road”
5. „Honky Cat”
6. „Sacrifice”
7. „Tiny Dancer”
8. „I Guess That's Why They Call It Blues”
9. „If The River Can Bend”
10. „I Don’t Wanna Go On with You Like That”
11. „Don't Let the Sun Go Down on Me”
12. „Sorry Seems to be the Hardest Word”
13. „The Last Song”
14. „Daniel”
15. „Love’s Got a Lot to Answer For”
16. „Take Me to the Pilot”
17. „Something About the Way You Look Tonight”
18. „Made in England”
19. „Believe”
20. „Philadelphia Freedom”
21. „Bennie and the Jets”
22. „Saturday's Night Alright (For Fighting)”
23. „I'm Still Standing”
24. „The Bitch Is Back”
25. „Your Song"

### Koncerty w 1998

#### Ameryka Północna
1. „Simple Life”
2. „The One”
3. „Grey Seal”
4. „Goodbye Yellow Brick Road”
5. „Honky Cat”
6. „Can You Feel the Love Tonight”
7. „Tiny Dancer”
8. „I Guess That's Why They Call It the Blues”
9. „If The River Can Bend”
10. „I Don’t Wanna Go On with You Like That”
11. „Don't Let the Sun Go Down on Me”
12. „Sorry Seems to be the Hardest Word”
13. „The Last Song”
14. „Daniel”
15. „Sad Songs (Say So Much)”
16. „Take Me to the Pilot”
17. „Something About the Way You Look Tonight”
18. „Made in England”
19. „Believe”
20. „Philadelphia Freedom”
21. „Bennie and the Jets”
22. „Great Balls of Fire”
23. „The Bitch Is Back”
24. „Your Song"

#### Europa
1. „Circle of Life”
2. „I'm Still Standing”
3. „Goodbye Yellow Brick Road”
4. „Honky Cat”
5. „Hercules”
6. „I Guess That's Why They Call It the Blues”
7. „Levon”
8. „Simple Life”
9. „Someone Saved My Life Tonight”
10. „I Don’t Wanna Go On with You Like That”
11. „Rocket Man”
12. „House”
13. „Nikita”
14. „Crocodile Rock”
15. „Your Song”
16. „Sorry Seems to be the Hardest Word”
17. „Funeral for a Friend"/"Love Lies Bleeding”
18. „Something About The Way You Look Tonight”
19. „The Bitch Is Back”
20. „Saturday's Night Alright for Fighting”
21. „Don't Let The Sun Go Down On Me”
22. „Great Balls Of Fire”

## Lista koncertów

### Koncerty w 1997

#### Ameryka Północna
- 8 października – Atlanta, Georgia, USA – Roxy Theatre
- 10 października – Winston-Salem, Karolina Północna, USA – Lawrence Joel Coliseum
- 11 października – Virginia Beach, Wirginia, USA – GTE Amphitheatre
- 14 października – North Charleston, Karolina Południowa, USA – North Charleston Coliseum
- 15 października – Columbia, Karolina Południowa, USA – Colonial Center
- 17 października – Charleston, Wirginia Zachodnia, USA – Charleston Civic Center
- 18 października – Louisville, Kentucky, USA – Freedom Hall
- 22 października – Moline, Illinois, USA – Mark of the Quad Cities
- 24 października – Ames, Iowa, USA – Hilton Coliseum
- 25 października – Fargo, Dakota Północna, USA – Fargodome
- 28 października – Evansville, Indiana, USA – Roberts Stadium
- 29 października – Grand Rapids, Michigan, USA – Van Andel Arena
- 4 listopada – University Park, Pensylwania, USA – Bryce Jordan Center
- 5 listopada – Amherst, Massachusetts, USA – Mullins Center
- 7 listopada – Kanata, Ontario, Kanada – Corel Center
- 8 listopada – Quebec, Quebec, Kanada – Colisee Arena
- 11 i 12 listopada – Montreal, Kanada – Molson Centre
- 14 listopada – Birmingham, Alabama, USA – Jefferson Civic Center Arena
- 15 listopada – Knoxville, Tennessee, USA – Thompson-Bolling Arena
- 19 listopada – Oklahoma City, Oklahoma, USA – The Myriad
- 21 listopada – Tallahassee, Floryda, USA – Leon County Civic Center
- 22 listopada – Memphis, Tennessee, USA – Pyramid Arena

#### Wielka Brytania
- 11 grudnia – Glasgow, Szkocja – SECC Arena
- 12 grudnia – Newcastle, Anglia – Newcastle Arena
- 14 grudnia – Manchester, Anglia – Nynex Arena
- 15 i 16 grudnia – Birmingham, Anglia – National Exhibition Centre
- 19 i 20 grudnia – Londyn, Anglia – Wembley Arena

### Koncerty w 1998

#### Ameryka Północna – część 1 (tylko USA)
- 21 stycznia – Biloxi, Mississippi – Mississippi Coast Coliseum
- 23 stycznia – Nashville, Tennessee – Nashville Arena
- 24 stycznia – St. Louis, Missouri – Kiel Center
- 28 stycznia – Dallas, Teksas – Reunion Arena
- 29 stycznia – Houston, Teksas – Toyota Center
- 31 stycznia – San Antonio, Teksas – Alamodome
- 2 lutego – Tupelo, Mississippi – Tupelo Coliseum
- 6 lutego – San Jose, Kalifornia – San Jose Arena
- 7 lutego – Oakland, Kalifornia – Oakland Coliseum Arena
- 9 lutego – Seattle, Waszyngton – KeyArena (dwa koncerty)
- 12 lutego – Portland, Oregon – Rose Garden
- 14 lutego – Paradise, Nevada – MGM Grand Garden Arena
- 20 lutego – Inglewood, Kalifornia – Kia Forum

#### Europa (1 koncert we Francji)
- 1 lipca – Paryż – Bercy

#### Ameryka Północna – część 2
- 7 sierpnia – Austin, Teksas, USA – Frank Erwin Center
- 8 sierpnia – Dallas, Teksas, USA – Starplex Amphitheater
- 11 sierpnia – Salt Lake City, Utah, USA – Delta Center
- 13 sierpnia – Sacramento, Kalifornia, USA – Arco Arena
- 15 sierpnia – Oakland, Kalifornia, USA – Oakland Coliseum Arena
- 17 sierpnia – Phoenix, Arizona, USA – America West Arena
- 18 sierpnia – Chula Vista, Kalifornia, USA – Coors Amphitheater
- 21 i 22 sierpnia – Anaheim, Kalifornia, USA – Arrowhead Pond
- 24 sierpnia – Greenwood Village, Kolorado, USA – Fiddlers Green Amphitheatre
- 28 sierpnia – Tinley Park, Illinois, USA – New World Theatre
- 29 sierpnia – Noblesville, Indiana, USA – Deer Creek Music Theatre
- 31 sierpnia – Toronto, Kanada – Molson Amphitheatre
- 1 września – Buffalo, Nowy Jork – Marine Midland Arena
- 5 września – Bristow, Wirginia, USA – Nissan Pavillion
- 6 września – Columbia, Maryland, USA – Merriweather Post Pavillion
- 9 września – Columbus, Ohio, USA – Polaris Amphitheater
- 11 września – Madison, Wisconsin, USA – Kohl Center
- 12 września – Cleveland, Ohio, USA – Gund Arena
- 15 września – Albany, Nowy Jork, USA – Pepsi Arena
- 16 września – Hartford, Connecticut, USA – Hartford Civic Center
- 18 i 19 września – Auburn Hills, Michigan, USA – The Palace of Auburn Hills
- 23 i 25 września – Filadelfia, Pensylwania, USA – First Union Center
- 26 września – University Park, Pensylwania, USA – Bryce Jordan Center
- 29 września – Richmond, Wirginia, USA – Richmond Coliseum
- 30 września – Greenville, Karolina Południowa, USA – BI-LO Center
- 2 października – Miami, Floryda, USA – Miami Arena
- 3 października – Orlando, Floryda, USA – Orlando Arena
- 4 października – Sunrise, Floryda, USA – National Car Rental Arena
- 9 października – Chapel Hill, Karolina Północna, USA – Dean Smith Center
- 10 października – Charlotte, Karolina Północna, USA – Charlotte Coliseum
- 13, 14, 17 i 18 października – New York City, Nowy Jork, USA – Madison Square Garden

#### Europa
- 4 listopada – Gandawa, Belgia – Flanders Expo
- 6 listopada – Rotterdam, Holandia – Ahoy Rotterdam
- 9 listopada – Zurych, Szwajcaria – Hallenstadion
- 10 listopada – Stuttgart, Niemcy – Hanns-Martin-Schleyer-Halle
- 12 listopada – Lyon, Francja – Halle Tony Garnier
- 14 listopada – Pesaro, Włochy – Pesaro Palasport
- 15 listopada – Mediolan, Włochy – Fila Forum
- 18 listopada – Frankfurt, Niemcy – Festhalle Frankfurt
- 19 listopada – Kolonia, Niemcy – Cologne Arena
- 21 listopada – Erfurt, Niemcy – Messehalle
- 23 listopada – Hanower, Niemcy – HanoverMessehalle
- 26 listopada – Sheffield, Anglia – Sheffield Arena
- 27 listopada – Manchester, Anglia – MEN Arena
- 30 listopada, 1 i 2 grudnia – Oslo, Norwegia – Oslo Spektrum
- 4 grudnia – Sztokholm, Szwecja – Globen Arena
- 6 grudnia – Amneville, Francja – Galaxie Amneville
- 7 grudnia – Paryż, Francja – Bercy